# فنیقیه در دوره امپراتوری روم

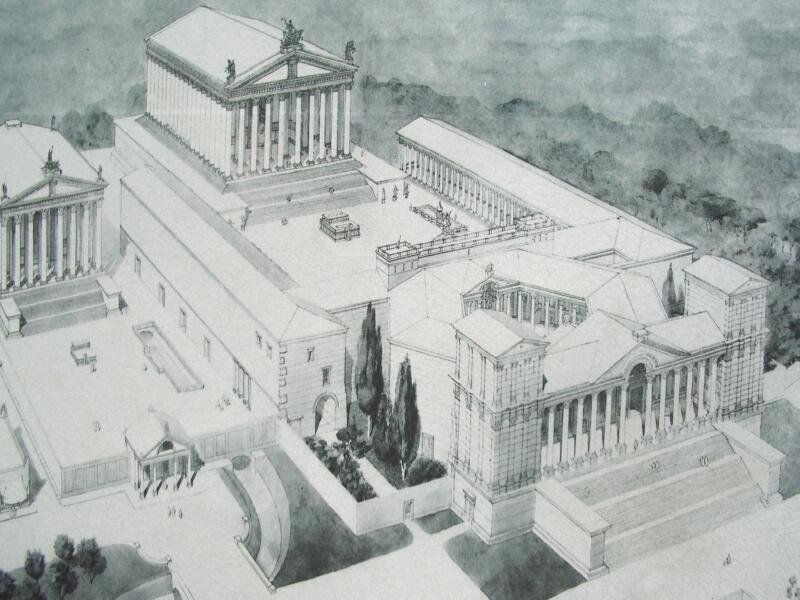
گردایه پرستشگاه هلیوپولیس (بعلبک کنونی)

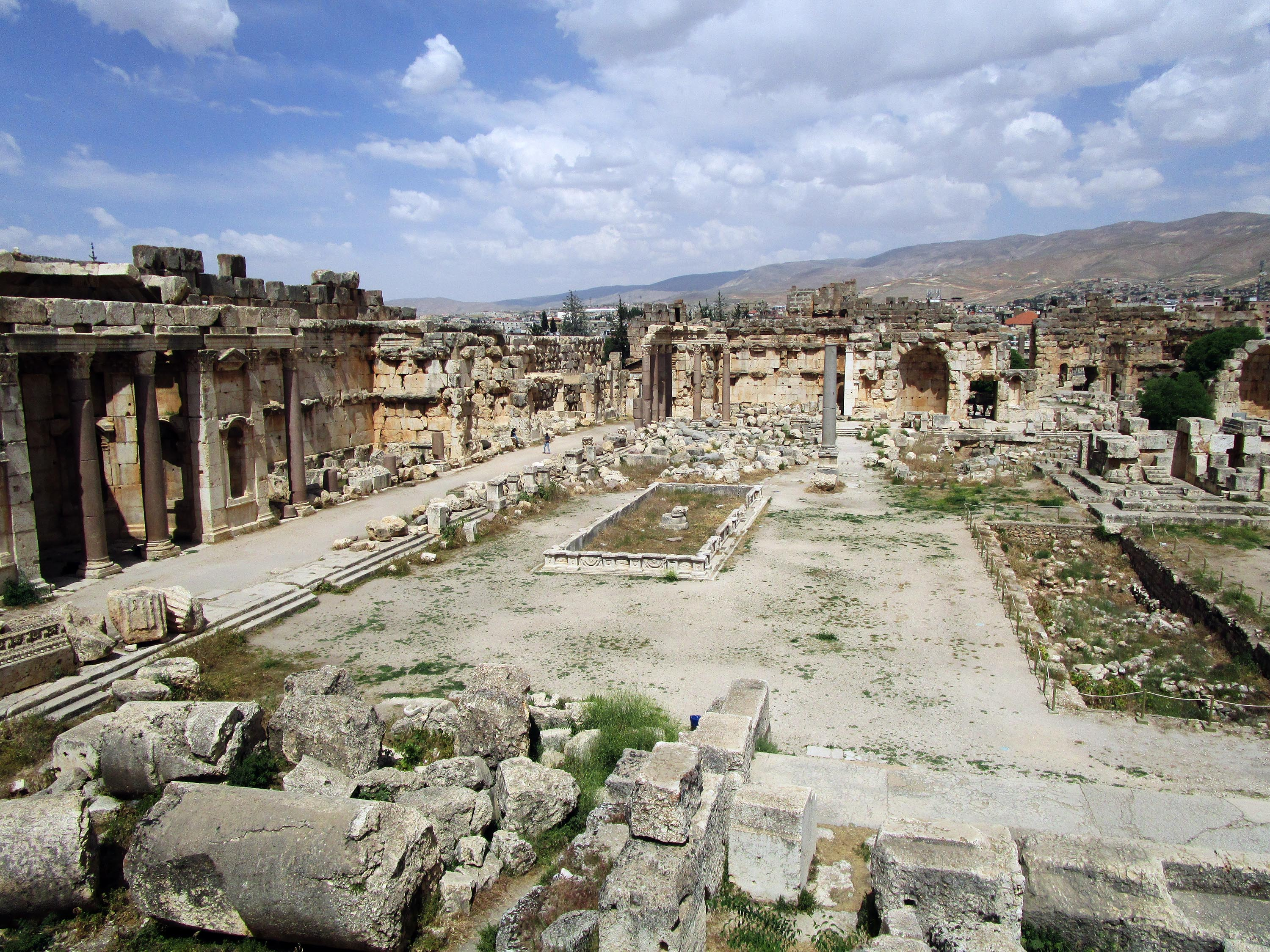
گردایه پرستشگاه

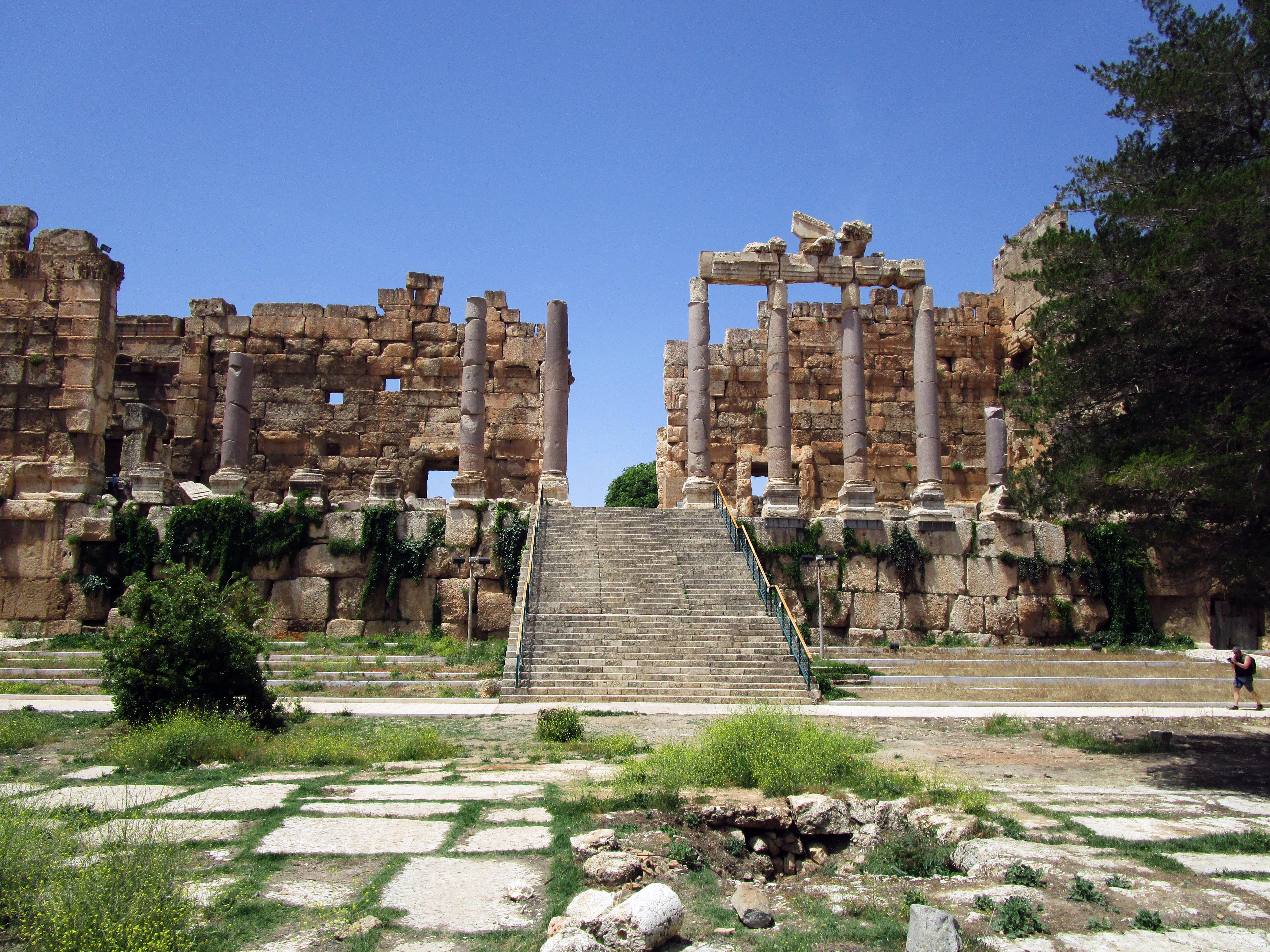
پروپیلا از گردایه پرستشگاه‌های بعلبک

فنیقیه در دورهٔ امپراتوری روم به دولت‌شهرهای فنیقی (در لبنان امروزی و بخش شمالی جلیل و عکا و دشت ساحلی شمالی) می‌‍‍پردازد که از سال ۶۴ پیش از میلاد تا گشایش‌های مسلمانان در سدهٔ هفتم زیر فرمانروایی روم بوده‌است.
بخش‌های پیرامون بریتوس یا بیروت (و تا اندازه‌ای پیرامون هلیوپولیس) یگانه بخش‌های لاتین‌زبان و رومی‌شدهٔ فینیقیهٔ آرامی‌زبان بود. این یکی از پیشرفته‌ترین دوره‌ها در تاریخ سرزمینی بود که اکنون لبنان نامیده می‌شود.
فنیقیه یکی از کانون‌های دانشی و مالی نیمهٔ خاوری امپراتوری و یک آماجگاه برای بازرگانان و روشن‌اندیشان گشت. رومیان پرستشگاه‌های بعلبک، پرستشگاه‌های در کوه هرمون و پرستشگاه‌های نیحا را ساختند و هم‌چنین سازه‌های گونه‌گون دیگر را بر پا کردند که امروزه جایشان میان ویرانه‌هاییست که دربرگیرندهٔ پرستشگاه‌های کوچک‌تر، هیپودروم‌ها (ورزشگاه اسب‌دوانی)، گرمابه‌ها و آموزشگاه حقوق بیروت می‌شود.

## تاریخ
واپسین سدهٔ فرمانروایی سلوکیان در سرزمین لبنان با نابه‌سامانی و نبردهای دودمانی همراه بود. این زد و خوردها در سال ٦٤ پیش از میلاد آنگاه که سردار رومی پومپه، سوریه و لبنان سلوکی را به امپراتوری روم پیوست کرد. به پایان رسید.
کارهای مالی و اندیشه‌ای رومیان در لبنان در دوران پاکس رومانا شکوفا شد. به باشندگان شهرهای اصلی فنیقی بیبلوس، صیدون و صور شهروندی رومی داده‌شد. این شهرها کانون پیشه‌های کوزه‌گری، شیشه‌گری و فرآوری رنگ ارغوانی بودند. بندرهای آنها همچنین انبار فرآورده‌های رسیده از سوریه، ایران و هند بودند.
آنها سدر، عطر، گوهرافزار، نوشیدنی و میوه را به روم می‌فرستادند. این پیشرفت به این معنی بود که فنیقیه آماجگاهی خواستنی برای روشن‌اندیشان, بازرگانان و حتی کشاورزان، از سراسر امپراتوری و به ویژه نيمهٔ خاوري امپراتوری گشت.
پیشرفت مالی و دارایی به بازسازی و پیشرفت شهری انجامید. پرستشگاه‌ها و کاخ‌ها در سراسر کشور ساخته شدند و همچنین جاده‌های سنگفرش که شهرهای بنیادین مانند هلیوپولیس و بریتوس را به هم می‌چسباندند برپا گشتند. براستی، از یک‌چهارم پایانی سدهٔ یکم پیش از میلاد (فرمانروایی آگوستوس) و در یک دوره دو سده‌ای (فرمانروایی فیلیپ عرب)، رومی‌ها گردایه‌ای از پرستشگاه‌های بزرگ را در هلیوپولیس روی تپه‌های باستانی‌ای که پیش از آن نیز وجود داشتند ساختند; دربردارندهٔ سه پرستشگاه: ژوپیتر، باکوس و ونوس. در تپه‌ای نزدیک، آنها چهارمین پرستشگاهی را که به عطارد ویژه شده بود، را نیز ساختند.